# Monsoon Shootout
Monsoon Shootout è un film del 2013 diretto da Amit Kumar.

## Trama
Il giovane poliziotto Adi è al suo primo incarico e deve affrontare uno spietato criminale.